# ۲۵ مهر
۲۵ مهر دویست و یازدهمین روز از سال در گاه‌شماری خورشیدی است. به پایان سال ۱۵۴ روز (۱۵۵ روز در سال کبیسه) باقی‌است.

## رویدادها
- ۱۳۲۵ - محمدرضا شاه پهلوی آزمایشی از فرودگاه بین‌المللی مهرآباد به فرودگاه دوشان‌تپه انجام داد و گواهی‌نامهٔ خلبانی دریافت کرد[۱]
- ۱۳۴۴ - امیرعباس هویدا، رئیس دولت وقت، استعفای خود را به محمدرضا شاه ابلاغ کرد و بار دیگر مأمور تشکیل دولت شد.[۱]
- ۱۳۵۴ - حکومت پهلوی ایران اعلامیه پایان کار چریک‌های جدایی‌طلب چپ‌گرای ظفار را صادر کرد
- ۱۳۶۳ - آغاز نگارش جن‌نامه توسط هوشنگ گلشیری
- ۱۳۹۱ - رقابت ۲۵ مهر ۱۳۹۱ تیم ملی فوتبال ایران با تیم ملی فوتبال کره جنوبی در مرحله مقدماتی جام جهانی فوتبال ۲۰۱۴ (آسیا)
- ۱۳۹۵ - آغاز سرشماری عمومی ۱۳۹۵ نفوس و مسکن

## زادروزها
- ۱۳۴۹ - مهتاب کرامتی، بازیگر
- ۱۳۵۵ - سینا ولی‌الله، کمدین
- ۱۳۵۷ - مهرداد رئیسی، دوبلور
- ۱۳۶۴ - باران کوثری، بازیگر
- ۱۳۶۷ - سینا عشوری، بازیکن فوتبال
- ۱۳۷۲ - میلاد عبادی‌پور، بازیکن والیبال

## درگذشتگان
- ۱۳۱۸ - محمد فرخی یزدی، نماینده یزد در دوره هفتم مجلس شورای ملی
- ۱۳۳۳ - علیرضا پهلوی، از فرزندان رضاشاه و تاج‌الملوک آیرملو
- ۱۳۸۹ - مسعود هوشمند، شاعر
- ۱۴۰۰ - رحیم رحیمی‌پور، کارگردان
- ۱۴۰۱ - رضا حقیقت‌نژاد، روزنامه‌نگار و تحلیل‌گر مسائل سیاسی